# Pachypeltis
Pachypeltis is een geslacht van korstmossen behorend tot de familie Teloschistaceae. De typesoort is Pachypeltis castellana.

## Soorten
Volgens Index Fungorum telt het geslacht zeven soorten (peildatum maart 2022):
| Soortnaam                 | Auteur(s)                          | Publicatiejaar |
| ------------------------- | ---------------------------------- | -------------- |
| Pachypeltis castellana    | (Räsänen) Søchting, Frödén & Arup  | 2013           |
| Pachypeltis cladodes      | (Tuck.) Søchting, Frödén & Arup    | 2013           |
| Pachypeltis insularis     | (Poelt) Vondrák & I.V. Frolov      | 2019           |
| Pachypeltis intrudens     | (H. Magn.) Søchting, Frödén & Arup | 2013           |
| Pachypeltis invadens      | Søchting, Frödén & Arup            | 2013           |
| Pachypeltis pachythallina | (Poelt & Hinter.) Vondrák          | 2019           |
| Pachypeltis phoenicopta   | (Poelt & Hinter.) Vondrák          | 2019           |